# UUM-44 SUBROC

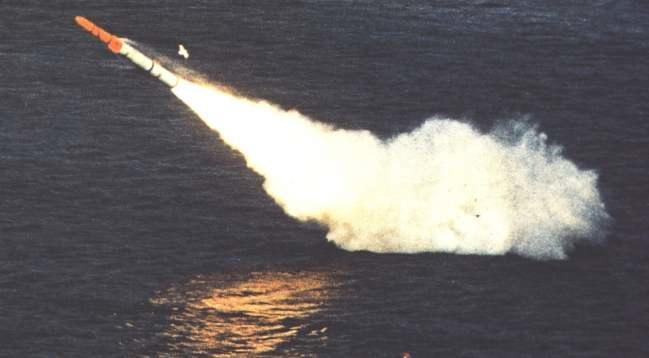
Um UUM-44 depois de sair da água

OUUM-44 SUBROC (SUBmarine ROCket, ou seja, foguete submarino) foi um tipo de foguete lançado por submarino implantando pela Marinha dos Estados Unidos como uma arma anti-submarino. Ela carregava uma ogiva de 5 quilotons de TNT.

## Desenvolvimento

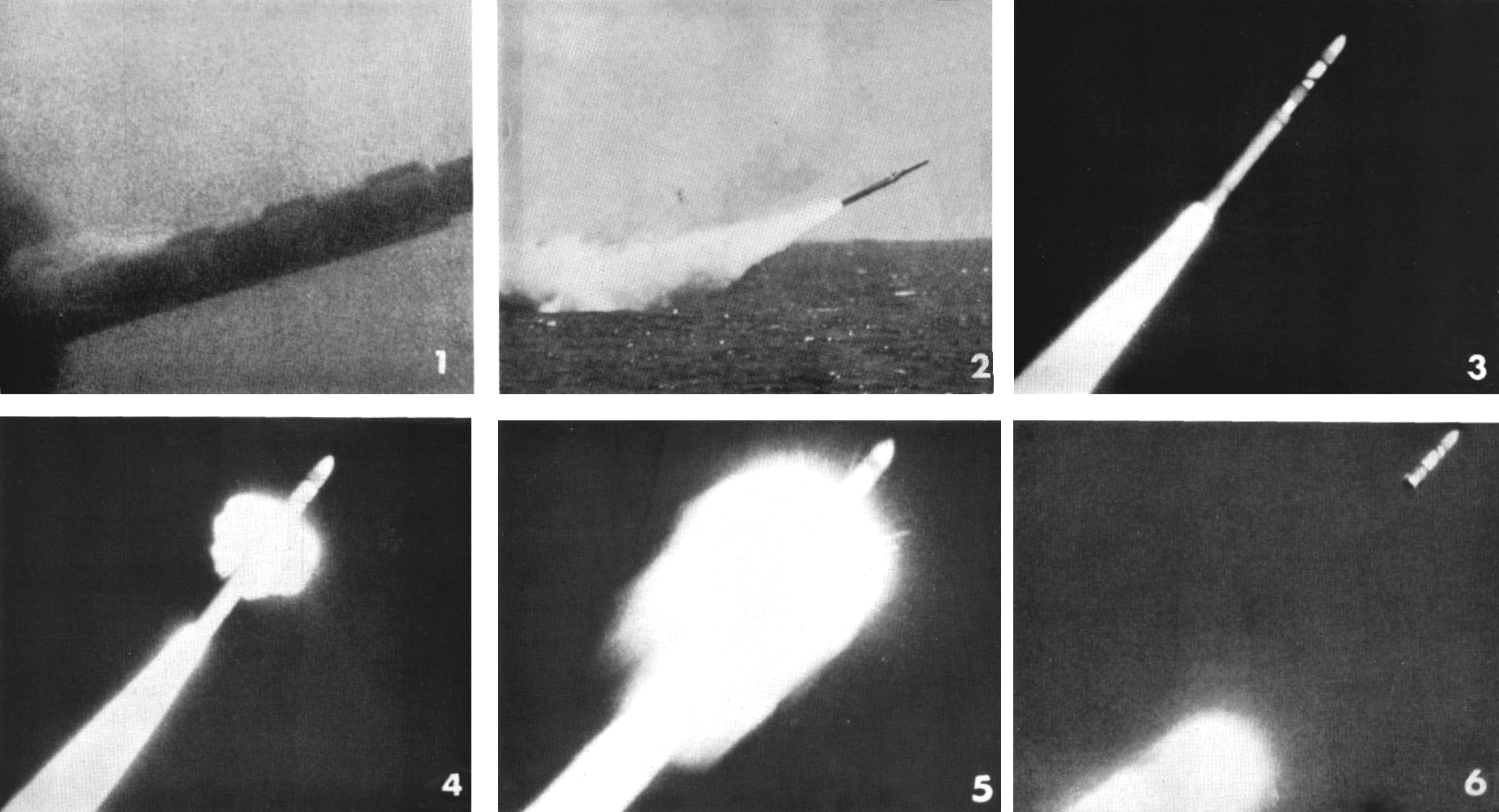
Sequência de lançamento do SUBROC em 1964.

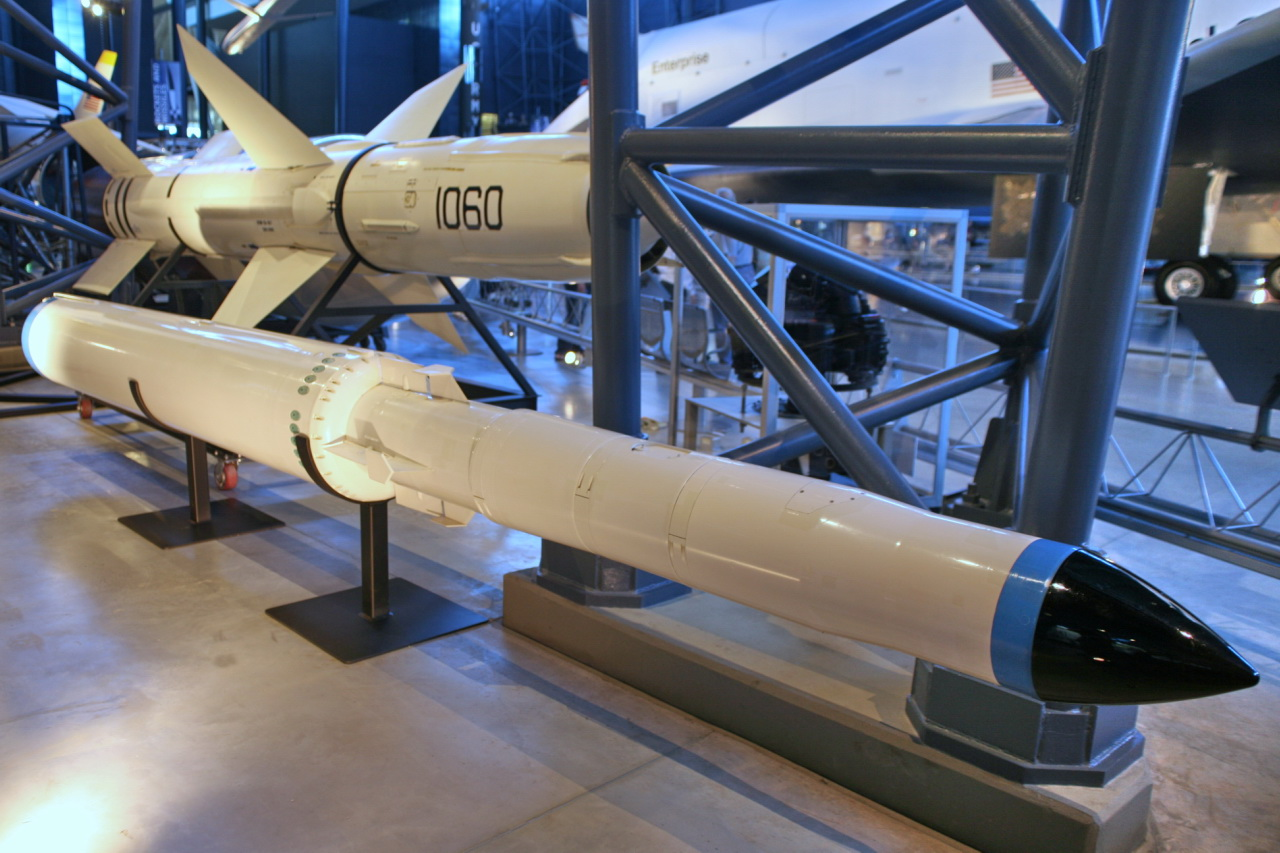
Subroc no Steven F. Udvar-Hazy Center

O desenvolvimento começou em 1958, com a avaliação técnica sendo completada em 1963. O SUBROC alcançou capacidade de operação inicial a bordo do submarino de ataque Permit em 1964. Quando ele atingiu capacidade de operação inicial, o Almirante da Marinha dos EUA a cargo da aquisição do SUBROC disse ele era  " .. um problema técnico mais difícil que o Polaris."

## Operação
O SUBROC poderia ser lançado de tubos de torpedo de 21 polegadas dos submarinos. Depois do lançamento, o motor de foguete de combustível sólido seria acionado e o SUBROC emergiria à superfície. O ângulo de lançamento então seria mudado e o SUBROC voaria até o seu destinado, seguindo uma trajetória balística pré-determinada. Em um dado momento pré-calculado da trajetória, o veículo de reentrada contendo a ogiva nuclear se separaria do motor de combustível sólido. A ogiva W55 de 1 a 5 quilotons cairia na água e afundaria rapidamente para detonar perto do seu alvo. Um impacto direto não era necessário.